# Abbaye de Sainte-Trinité (Lessay)

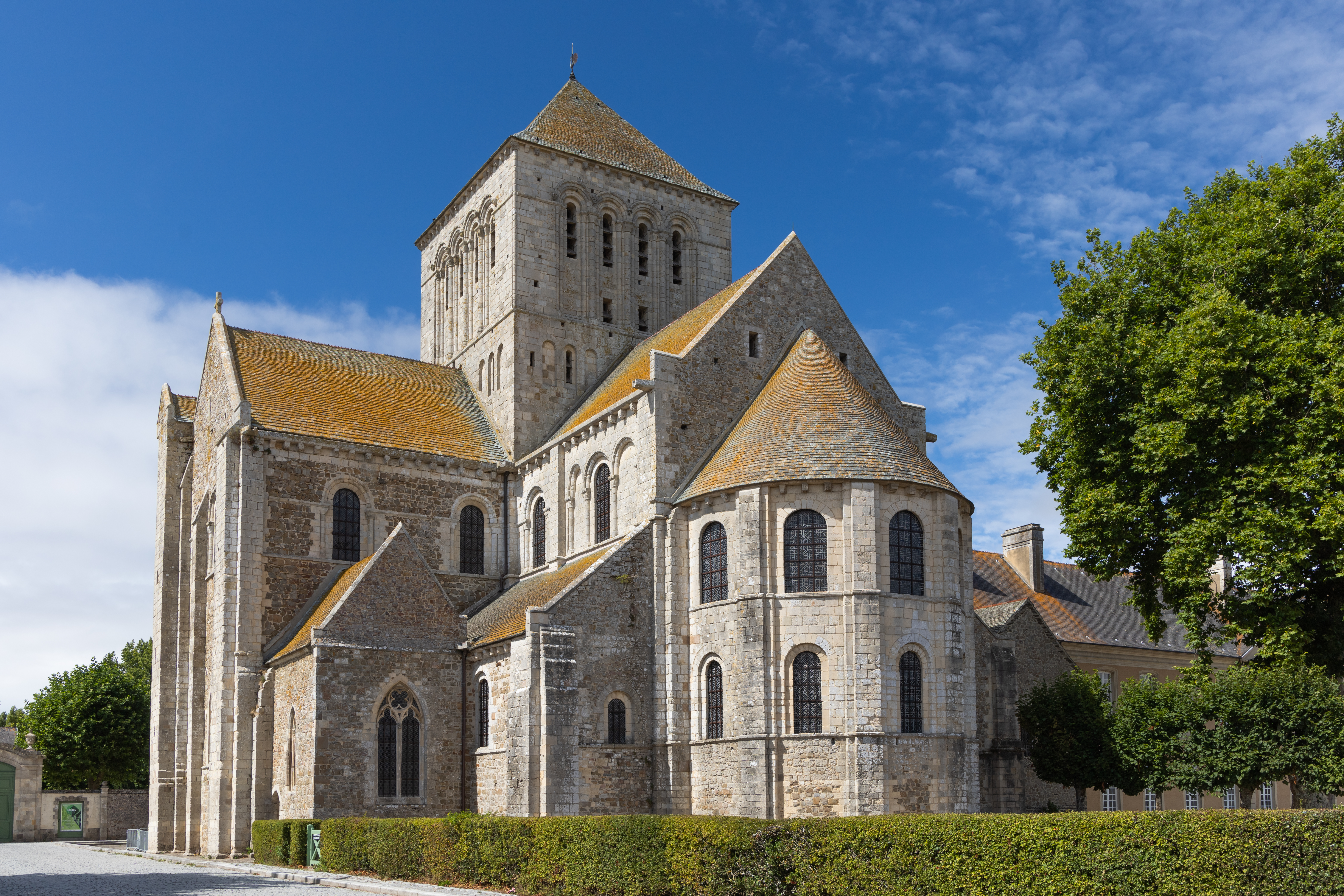
Chor und Vierung

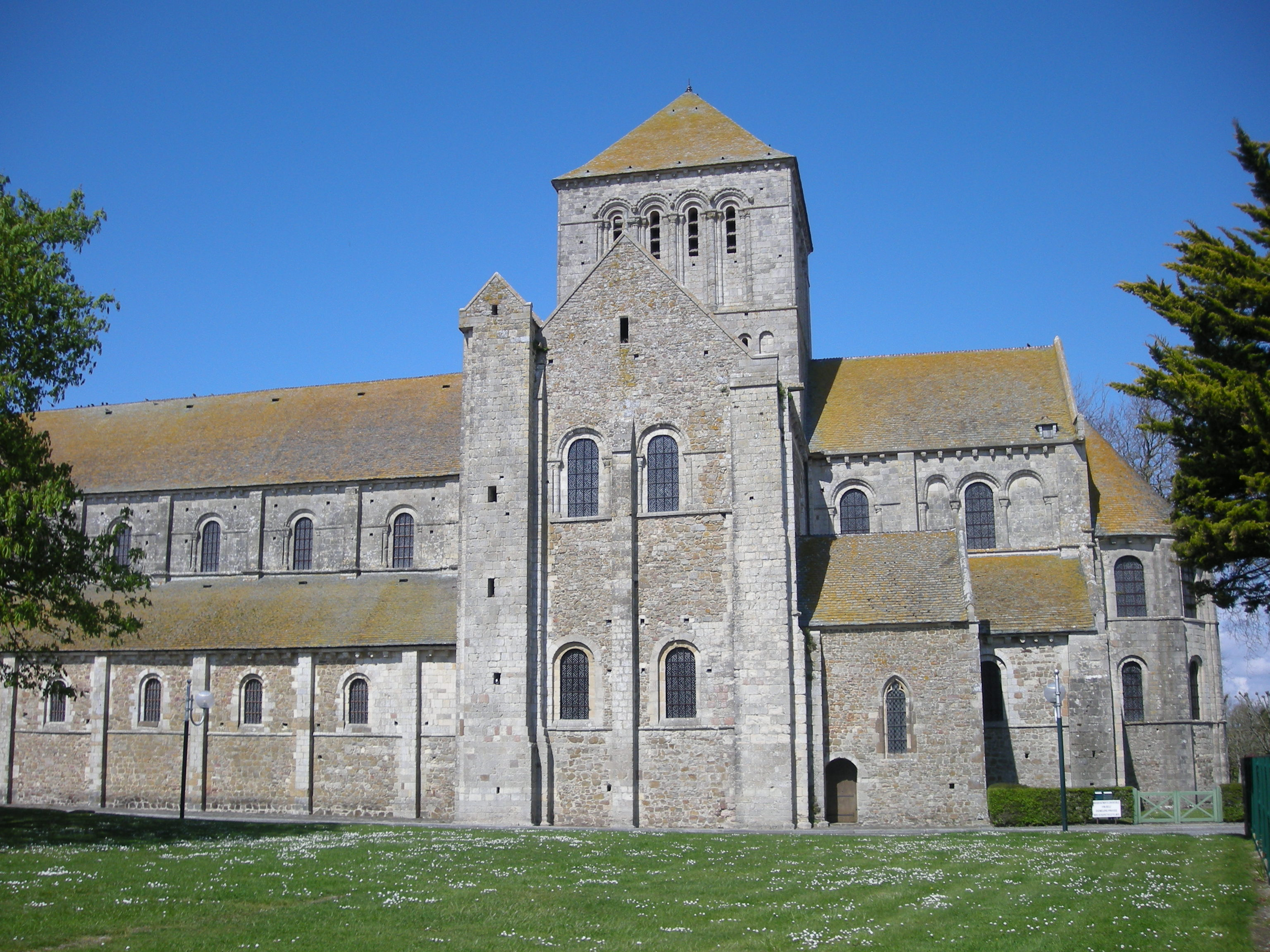
Ansicht von Süden

Die Abteikirche Ste-Trinité in Lessay liegt im Département Manche in der Normandie in Frankreich. Die Blütezeit des Klosters lag im 12. und 13. Jahrhundert. 
Die Gründungsdaten der Abtei sind umstritten. In vielen Darstellungen steht zu lesen, dass die Grundsteinlegung des Klosters im Jahre 1056 erfolgte. Im ausgehenden 11. Jahrhundert waren die klösterlichen Gebäude, der Chor, das Querschiff und die beiden ersten Bögen des Mittelschiffes fertig (das Grab des 1098 verstorbenen Sohnes des Gründers befindet sich im Chor). Die Kirche enthält wahrscheinlich das älteste Rippengewölbe der Normandie.
Allerdings gibt es, wie auch bei den anderen Kirchen jener Zeit in der Normandie, keine direkten Baunachrichten und bisher wohl auch keine naturwissenschaftlichen Datierungen. Der Kölner Bauhistoriker Norbert Nußbaum, der sich intensiv mit Kirchenbaukunst auseinandergesetzt hat, bevorzugt daher eine vorsichtigere Schätzung, nach der der Kirchenbau wahrscheinlicher um 1105 und das Gewölbe um 1120 begonnen wurde.
Das Bauwerk ist im Unterschied zu den Abteikirchen Saint-Étienne von Caen und Saint-Étienne von Cerisy-la-Forêt keine Emporenbasilika. Jedoch ist das Triforiengeschoss als Galerie ausgebildet, also aufwändiger als in Ste-Trinité von Caen, wo es nur eine Blendarkade ist. Wie in den beiden großen Abteikirchen von Caen und wie in Cerisy-la-Forêt sind auch die Obergaden mit einem Laufgang ausgestattet. Damit ist die Basiika in allen Geschossen zweischalig.
1356 wurde die Abtei im Hundertjährigen Krieg in Brand gesetzt und das Mittelschiff sowie der Turm dabei schwer beschädigt. Die anschließende Restaurierung zog sich von 1385 bis um 1415 hin. Weitere Zerstörungen folgten während der Hugenottenkriege, in deren Verlauf das Kloster vollständig geplündert wurde. Nach der Landung der Alliierten in der Normandie zerstörten deutsche Minen im Jahr 1944 große Teile des Klosters. Die anschließende originalgetreue Restaurierung unter Verwendung alter Steine dauerte zwölf Jahre.

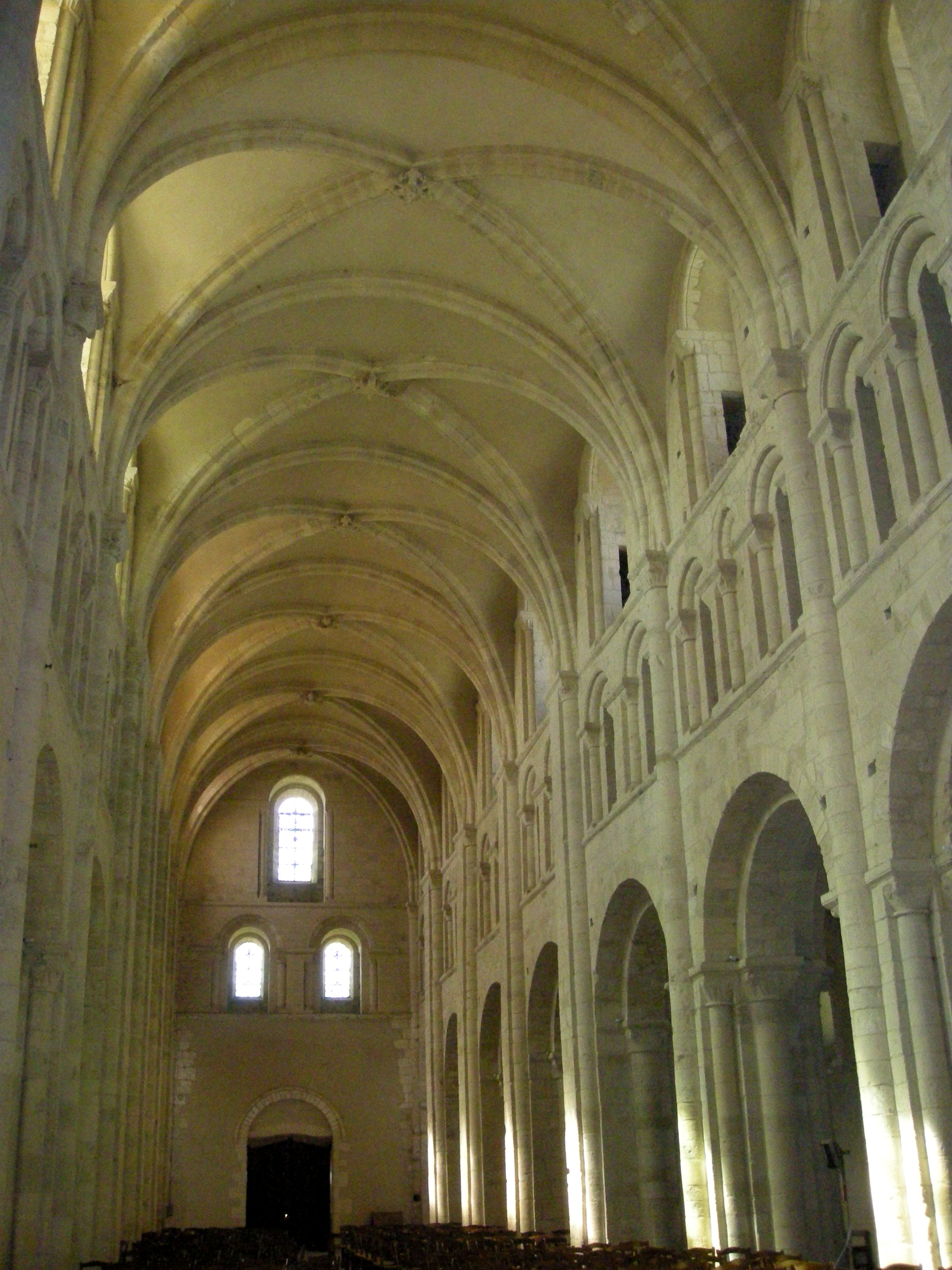
Langhaus nach Westen
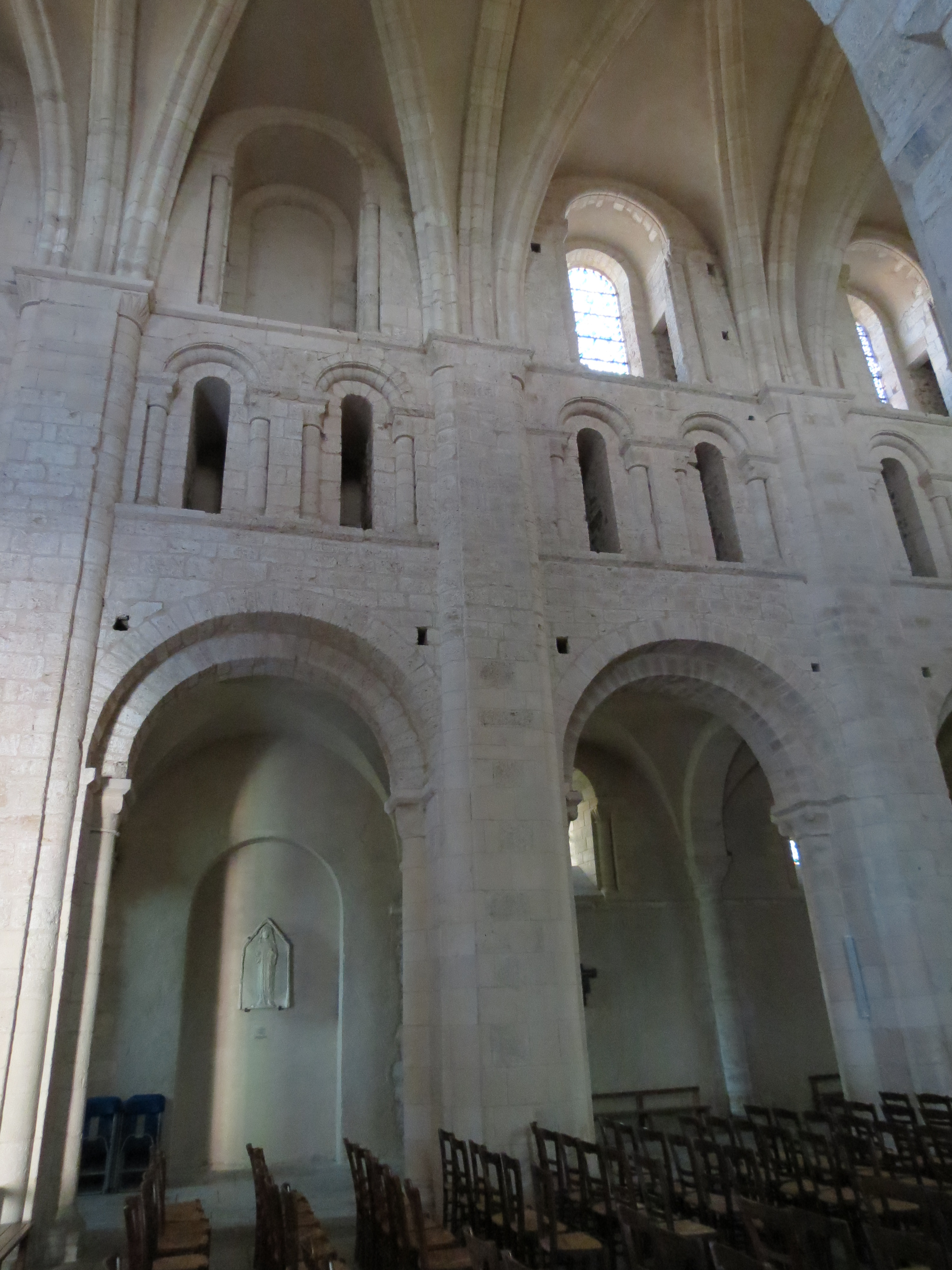
Mittelschiff Kreuzrippen-, Seitenschiff Kreuzgratgewölbe
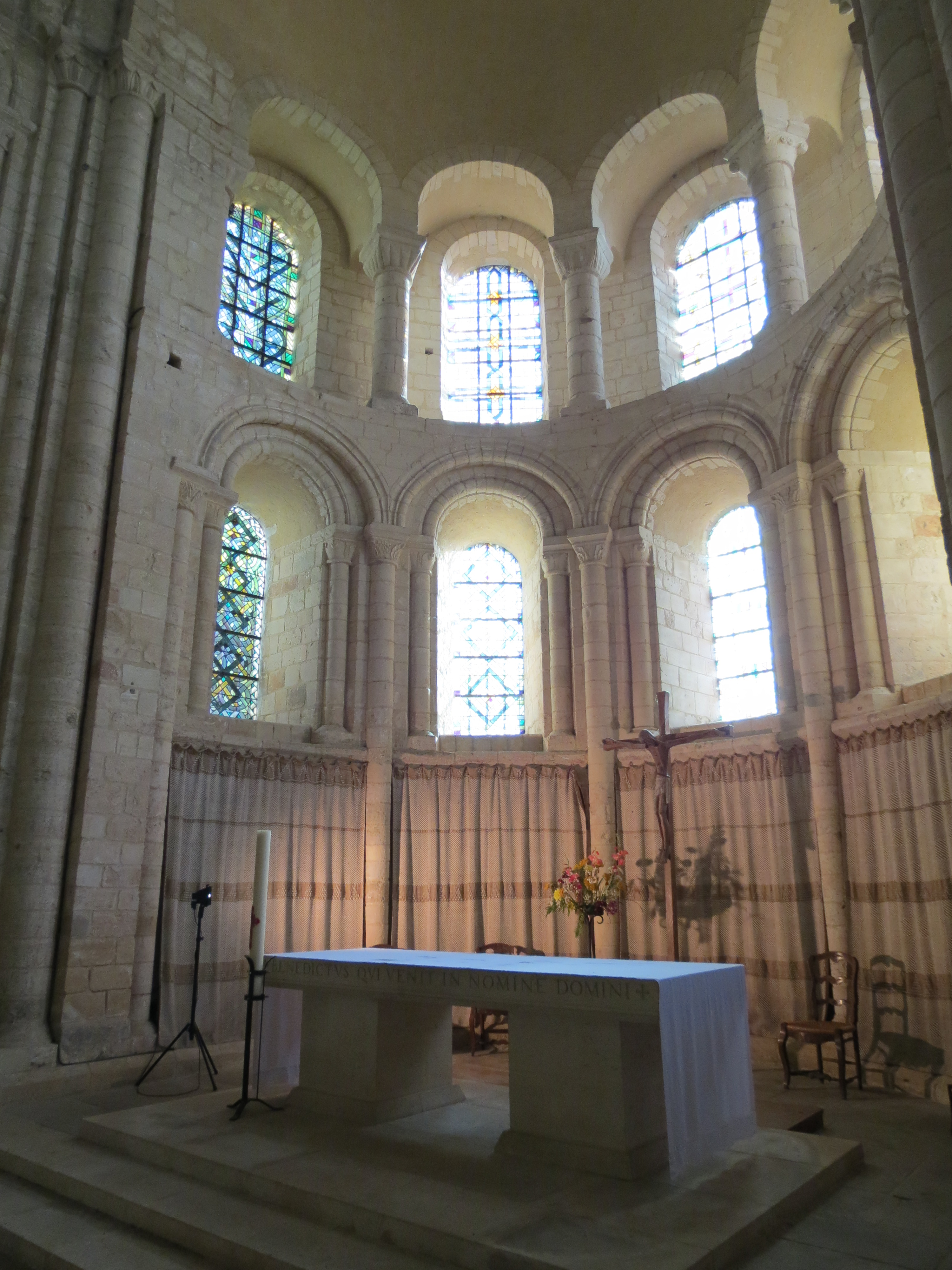
Apsis
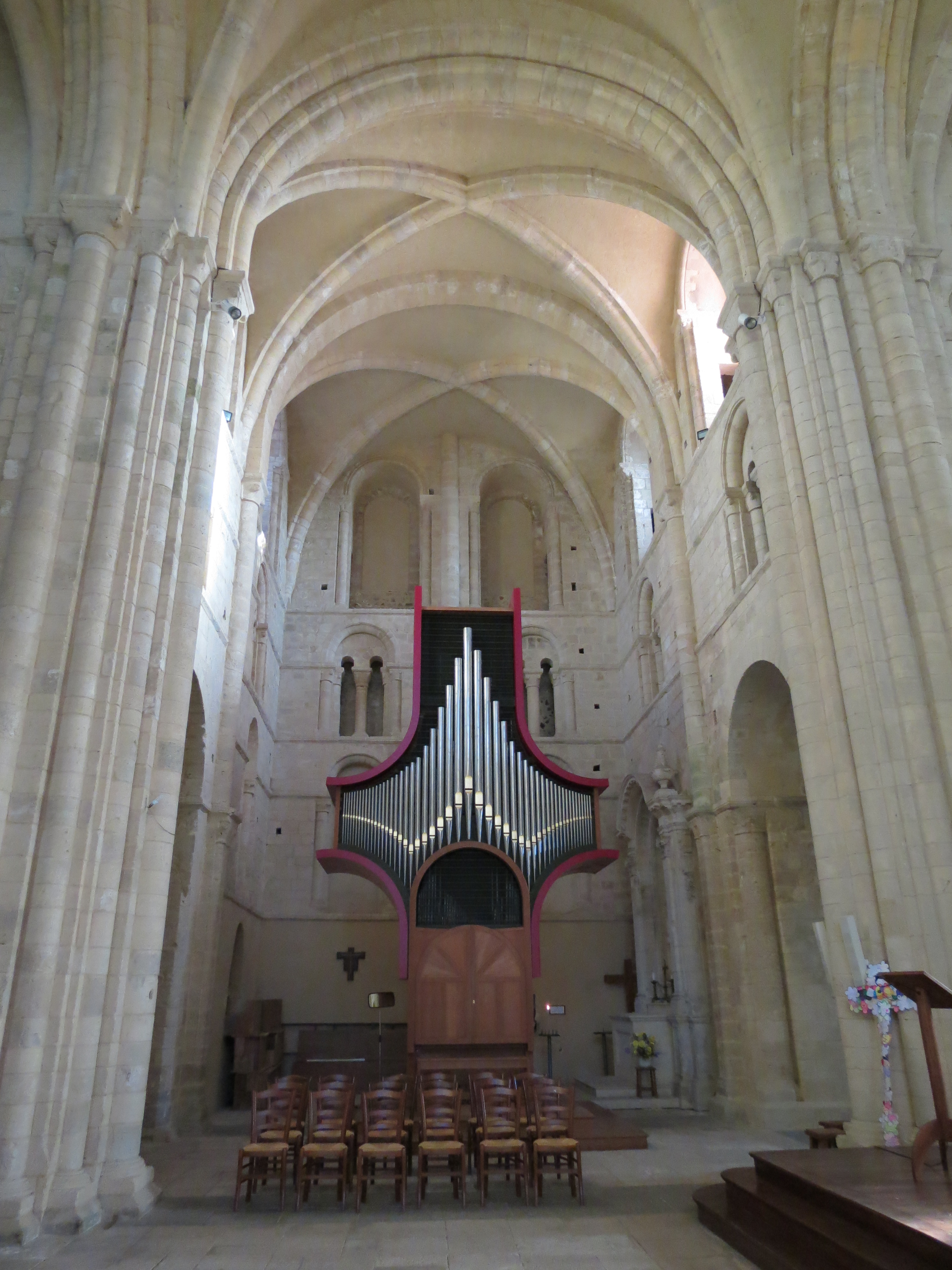
Moderner Orgelprospekt im südlichen Querhaus